# Nalle Lufs
Nalle Lufs är en rollfigur i tre barnböcker skapad av Gösta Knutsson 1949. 
De handlar om en björnunge som ursprungligen letar efter sin mamma, men som därefter hamnar i olika äventyr. Han blir vän med flickan Lotta och hunden Skrutten.
Böckerna översattes till finska, norska, danska, polska och ungerska. Nalle Lufs förekom senare även som tecknad serie och svensk serietidning.

## Böcker
- Nalle Lufs (illustrerad av Eva Alexandrowa) (Bonnier, 1949) (Bonniers barnbibliotek, 100)
- Nalle Lufs i farten (illustrationer av Eva Alexandrowa) (Bonnier, 1950) (Regnbågs-böckerna)
- Nalle Lufs och Skrutten (ill. av Eva Alexandrowa-Lefferts) (Bonnier, 1952) (Bonniers barnbibliotek, 105)